# Jingpofolket

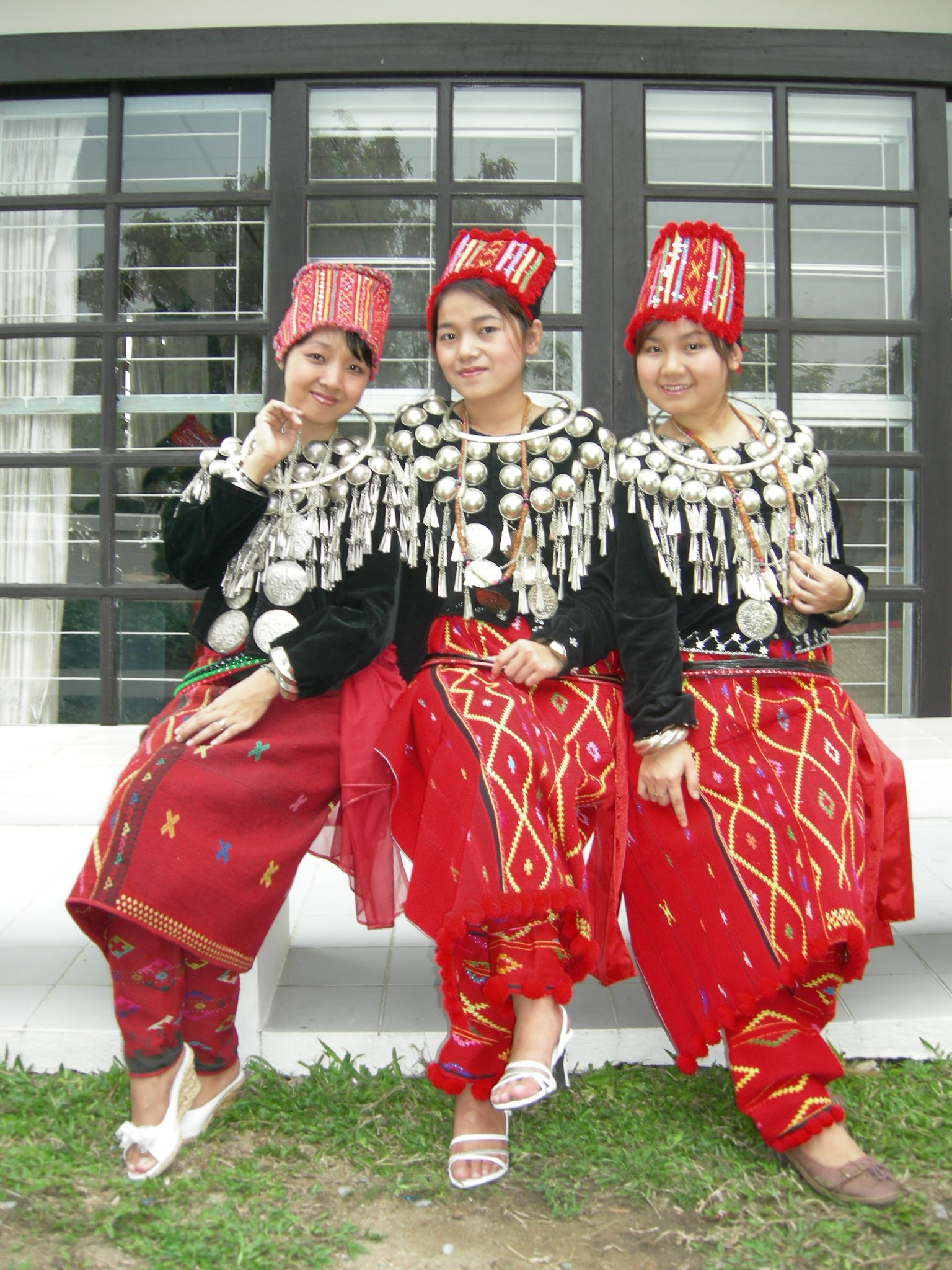
En traditionell folkdräkt tillhörande Kachinfolket

Jingpofolket är en etnisk folkgrupp som lever i den nordvästra delen av provinsen Yunnan i Kina. De lever huvudsakligen i de autonoma prefekturerna Dehong och Nujiang. Där bor folket oftast inom de bergiga områdena 1 500 meter över havet. Byarna är sammankopplade genom slingriga bergsdalar och byarna i sig består oftast av hus av bambu gömda i tät skog.
Folket har även kallats "Echang", "Zhexie" eller "Yeren" efter yuandynastins tid men sedan folkrepubliken Kinas grundande 1949 bestämdes efter rådgörande med folkgruppen att det officiella namnet skulle vara "Jingpo". 
I Myanmar är folkgruppen känd som "Kachin". Det är en grupp som länge stridit mot den Burmesiska regeringen och måste särskiljas från den grupp som lever i Kina. Kachin har ett tibetansk-burmanskt språk liknande derung. De flesta praktiserar en form av polyteism men kristendom är också vanligt.

## Språk
Jingpospråket har sent fått ett skriftspråk; det var inte förrän för 70 år sedan som knutar och ihopkopplat trä ersattes av ett alfabetiskt skriftsystem. Man gjorde beräkningar genom att räkna bönor istället för symboler. Det nya skriftspråket tog dock lång tid att börja brukas av folket. Först 1949 fick Jingpofolket hjälp av staten och nyheter, tidskrifter och böcker började tryckas i språket. 

## Historia
Förfäderna till Jingpofolket tros på forntiden först ha bebott den södra delen av den tibetanska högplatån för att sedan ha migrerat till den nordvästra delen av Yunnan, väster om Salweenfloden. Det folk av jägare som senare bebodde denna delen av Yunnan kallades för "Xunchuanman".
Folket har aldrig haft en egen stat. Under Yuandynastin satte det kejserliga rådet upp ett provinsiellt styre i Yunnan och kunde därför styra gruppens område under sina egna lagar. 
Under denna tid formades det två stora stamallianser bland folket, "Chashan" och "Lima", som styrdes av en form av överklass kallad shanguan. Övriga klasser utgjordes av slavar och ett mellanskikt.
Under Mingdynastin fick folket ökad makt då lokala stormän utsågs över minoritetsområden sattes två administrativa styren med adligt Jingpofolk som administratörer. Under Qingdynastin låg folket under lagen som tillhörde lokala länskontor upprättade av kejsarrådet. 
Jingpofolket började röra sig mot området Dehong på 1500-talet och kunde även avancera i färdigheter då det influerades av hankineser och daifolket. Man började använda sig av järnverktyg som plogen och lärde sig sedan att gro ris. En ökning av produktivitet och denna kunskapsökning gjorde att slavsystemet försvann och att folket övergick till ett feudalistiskt system. 
Detta primtiva system fortsatte sedan fram till 1949 då Folkrepubliken Kina utropades. Risfält togs ofta i beslag av högre män av högre klass för sig själva och jingpofolkets bönder fick ofta mycket lite till övers. Runt 15 % av bönderna hade eget land som de ägde, medan de flesta var fattiga drängar. När Jingpoområdena befriades 1950 ägde landägare och rika bönder mellan 20 och 30 % av alla risfälten och 20 % av all boskap. 